# シネマ・ナビゲーション
『シネマ・ナビゲーション』は、NHK衛星第2テレビジョン (NHK BS2) で2003年3月31日から2004年3月24日まで放送されていた映画情報番組。BS2で放送される映画のプロモーションを行っていた。
番組の終了後、替わって『シネマの窓』がスタートした。

## 放送時間と内容
いずれも日本標準時。
- 月曜日 - 金曜日 8:05 - 8:15[1]（2003年3月31日 - 2004年3月19日） - 当日にBS2で放送される作品についてコンパクトに解説。
- 月曜日 - 金曜日 19:50 - 20:00[1]（2003年3月31日 - 2004年3月24日） - 20:00からの『衛星映画劇場』で放送される作品について紹介。その作品にゆかりのあるゲストを招いてのトークも実施。
- 月曜日 - 木曜日 23:50 - 翌 0:00[1]（2003年3月31日 - 2004年2月12日） - 翌日にBS2で放送される作品についてコンパクトに解説。

## 司会
司会は、以下のメンバー2組が週替わりで交互に務めていた。渡辺祥子と坂本朋彦が司会の週に山本晋也がゲスト出演したこともある。
- 渡辺祥子（映画評論家）、坂本朋彦（NHKアナウンサー）
- 山本晋也（映画監督）、柴田祐規子（NHKアナウンサー）